# Tricholoma
Tricholoma, numit uneori în Ardeal, Banat și Bucovina bureți cavalerești după fitonimul german Ritterlinge, a fost descris de Elias Magnus Fries în anul 1821 sub denumirea Agaricus trib. Tricholoma. Este un gen de ciuperci cu peste o sută de sorți global din încrengătura Basidiomycota din familia, cărui nume generic este derivat din cuvintele grecești (greacă τριχος=păr și greacă λωμα=margine, lizieră) pentru epitet, referitor la Tricholoma vaccinum care are franjuri la marginea pălăriei. Fiind un simbiont micoriza (formează micorize pe rădăcinile arborilor), el se dezvoltă de acea în România, Basarabia și Bucovina de Nord - de la câmpie la munte - numai în păduri de foioase și/sau de conifere, dar niciodată prin câmpuri, parcuri sau livezi, din (mai) iunie până în octombrie (noiembrie). Cele trei criterii fixe pentru determinarea unei ciuperci de genul Tricholoma sunt: pălărie cărnoasă, lamele bombate și aderate la picior, spori de culoare albă. Tip de specie este Tricholoma equestre (buretele călarețului).
Numele generic este derivat din cuvintele de limba greacă veche (greacă veche τριχο=păr) și (greacă veche λῶμα=margine, tiv de ex. unei rochii).

## Descriere

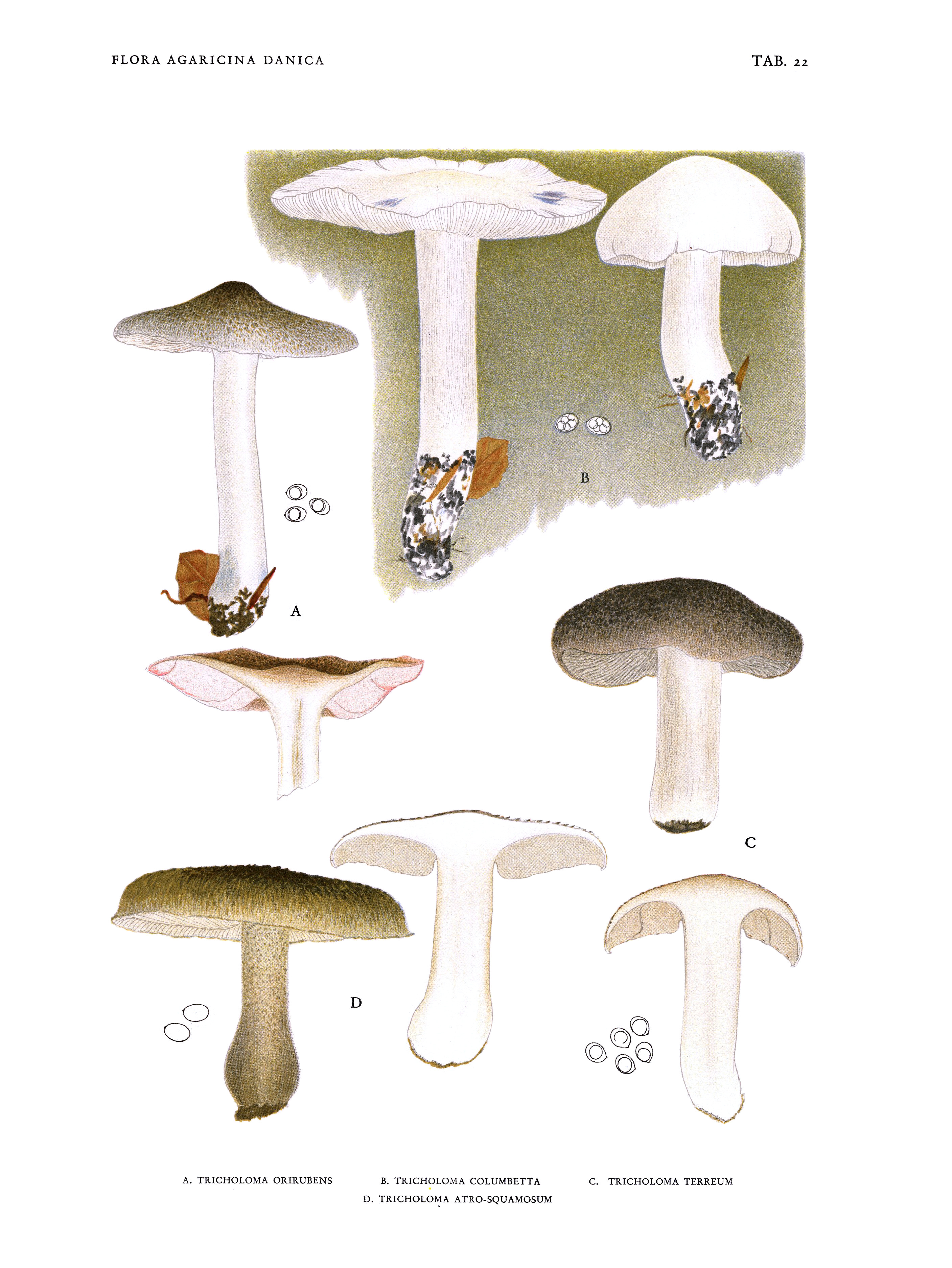

- Pălăria: este de mărime medie pentru ciuperci plin dezvoltate cu un diametru de aproximativ 4-15 (20) cm, inițial mereu semisferică, apoi concavă și în sfârșit plată cu gurgui și/sau adâncită în centru, cu marginea întâi răsfrântă spre picior și apoi întinsă, uneori ondulată sau crestată, compactă și cărnoasa. Suprafața cuticulei este netedă, fibroasă sau solzoasă, unsuroasă sau uscată, în culorile alb, crem, galben ocru, galben-verzui, maro, dar și gri până gri-negricios.
- Lamelele:  sunt destul de dese, adesea bifurcate și intercalate, bombate, fragile, albicioase sau de culoarea pălăriei precum unite cu piciorul printr-un mic șanț și niciodată decurente. Sporii neamilozi sunt aproape rotunjori până elipsoidali și netezi, cu o mărime de 4 - 11 x 2 - 7.5 microni,[3] pulberea lor fiind albă.
- Piciorul: are o înălțime de 3-15 cm și o lățime de 1-3 cm, fiind cilindric și cărnos (la soiuri mici uneori curbat) și ușor dilatat la bază, de culoare ori albicioasă, ori de ceea a pălăriei. Genul poartă aproape niciodată resturi unui văl parțial sub pălărie de acea îi lipsește la cele mai multe soiuri o manșetă. Mai departe, tija este adesea oară bulboasă la bază.
- Carnea: este cărnoasă, tare și compactă, la unele specii moale, mai fibroasă decât la genul Russula, deseori cu miros imperceptibil, adesea de faină și gust dulceag, dar, de asemenea, cu miros dezagreabil (câteodată de sulf, acid butiric ori gaz natural) și gust neplăcut, respectiv iute sau amar.[2][9][10][11][12][13][14]

## Listă de specii de genul Tricholoma (selecție)
Multe specii descrise originar sub genul Tricholoma au fost mutate la alte genuri, ca de exemplu Lepista nuda (mai înainte Tricholoma nudum și Clitocybe nuda), Clitocybe saeva (mai înainte Tricholoma personatum), sau Calocybe gambosa (mai înainte Tricholoma gambosum). 
Următoarea listare reprezintä numai o mică selecție a ciupercilor de genul Tricholoma. Despre mai multe specii și detailuri se poate citi de exemplu în cărțile adăugate ca referințe sub note respectiv bibliografie.
| - Tricholoma acerbum - Tricholoma aestuans - Tricholoma albobrunneum sin. Tricholoma striatum - Tricholoma album - Tricholoma argyraceum - Tricholoma atrosquamosum - Tricholoma aurantium - Tricholoma batschii - Tricholoma bufonium - Tricholoma cingulatum | - Tricholoma colossus - Tricholoma columbetta - Tricholoma equestre - Tricholoma focale - Tricholoma fucatum - Tricholoma fulvum - Tricholoma gausapatum - Tricholoma imbricatum - Tricholoma inamoenum - Tricholoma mutabile | - Tricholoma myomyces - Tricholoma nigrum - Tricholoma orirubens - Tricholoma pessundatum - Tricholoma populinum - Tricholoma portentosum - Tricholoma resplendens - Tricholoma saponaceum - Tricholoma scalpturatum - Tricholoma sciodes | - Tricholoma sejunctum - Tricholoma squarrulosum - Tricholoma stans - Tricholoma sulphureum - Tricholoma terreum - Tricholoma tigrinum - Tricholoma ustale - Tricholoma vaccinum - Tricholoma virgatum |

## Imagini de ciuperci ale genului (selecție)

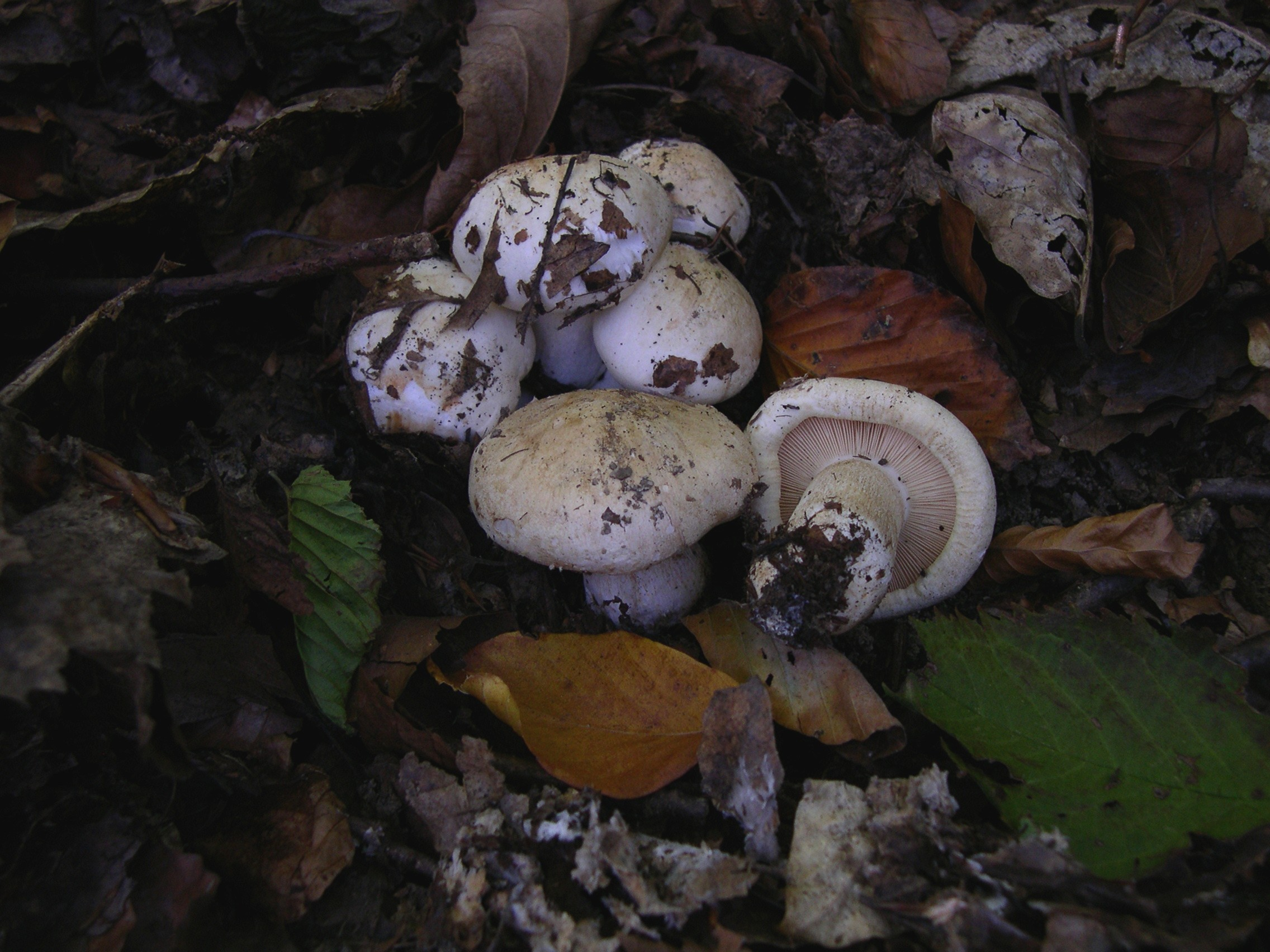
!Tricholoma acerbum!
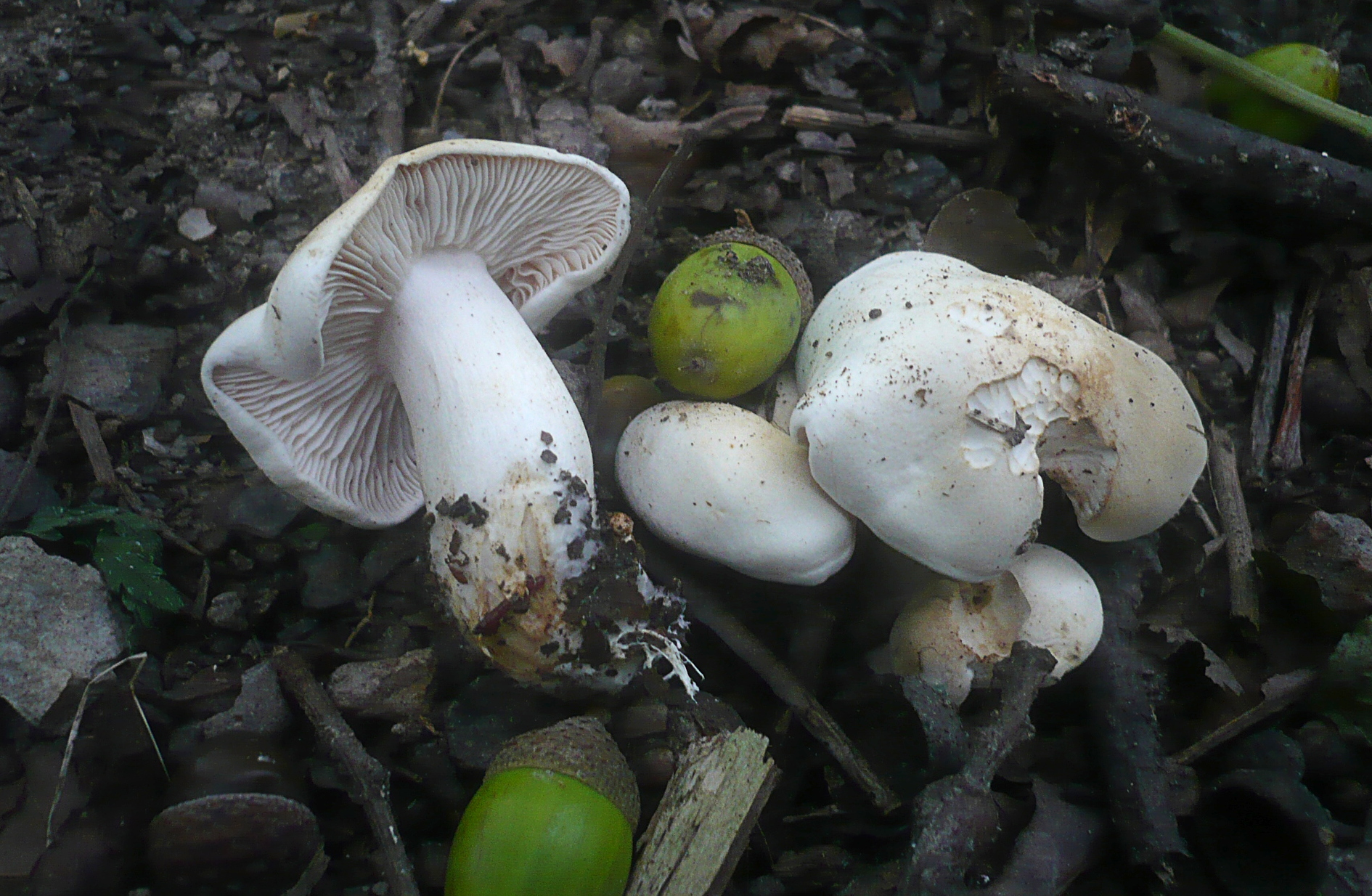
!Tricholoma album!
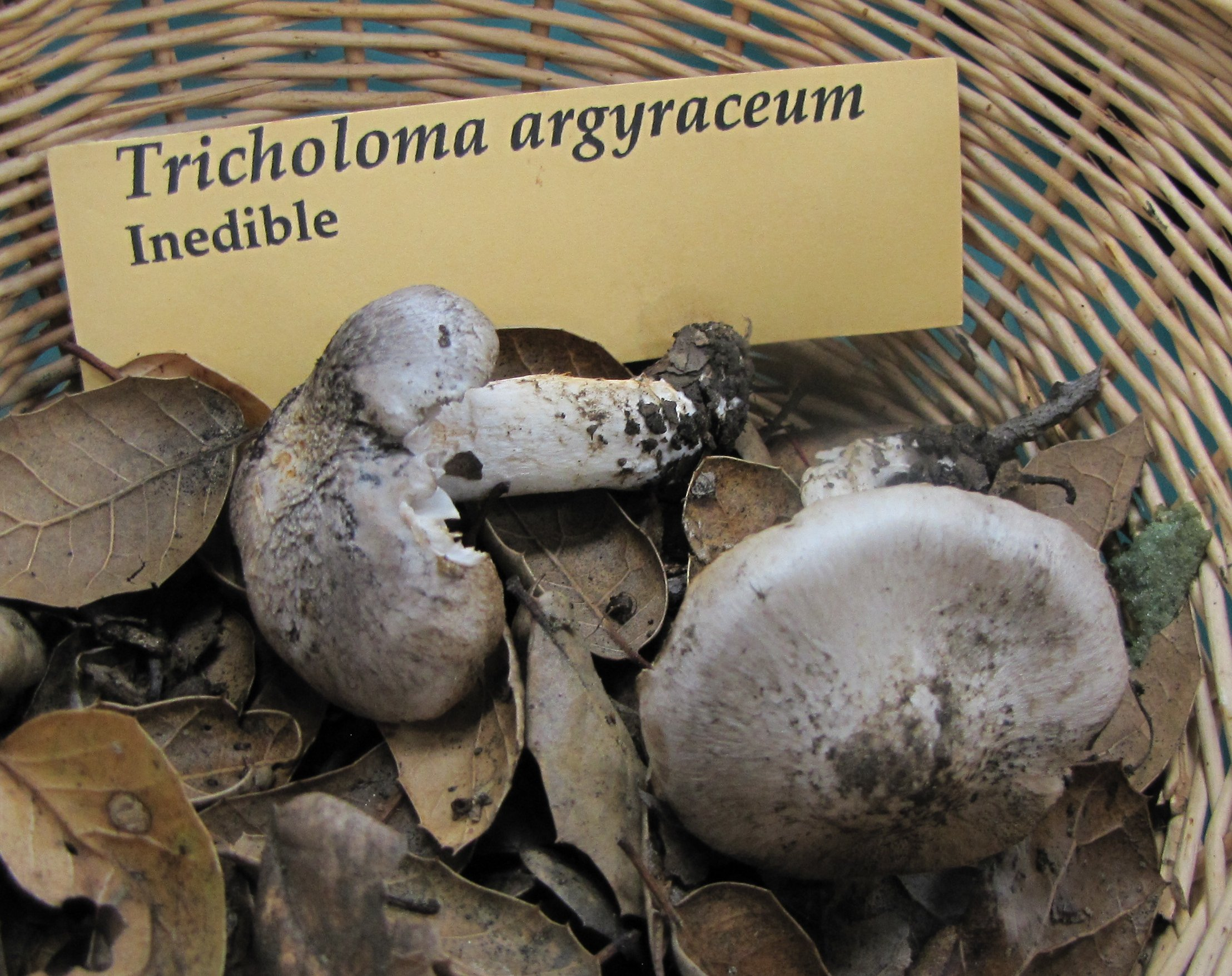
Tricholoma argyraceum
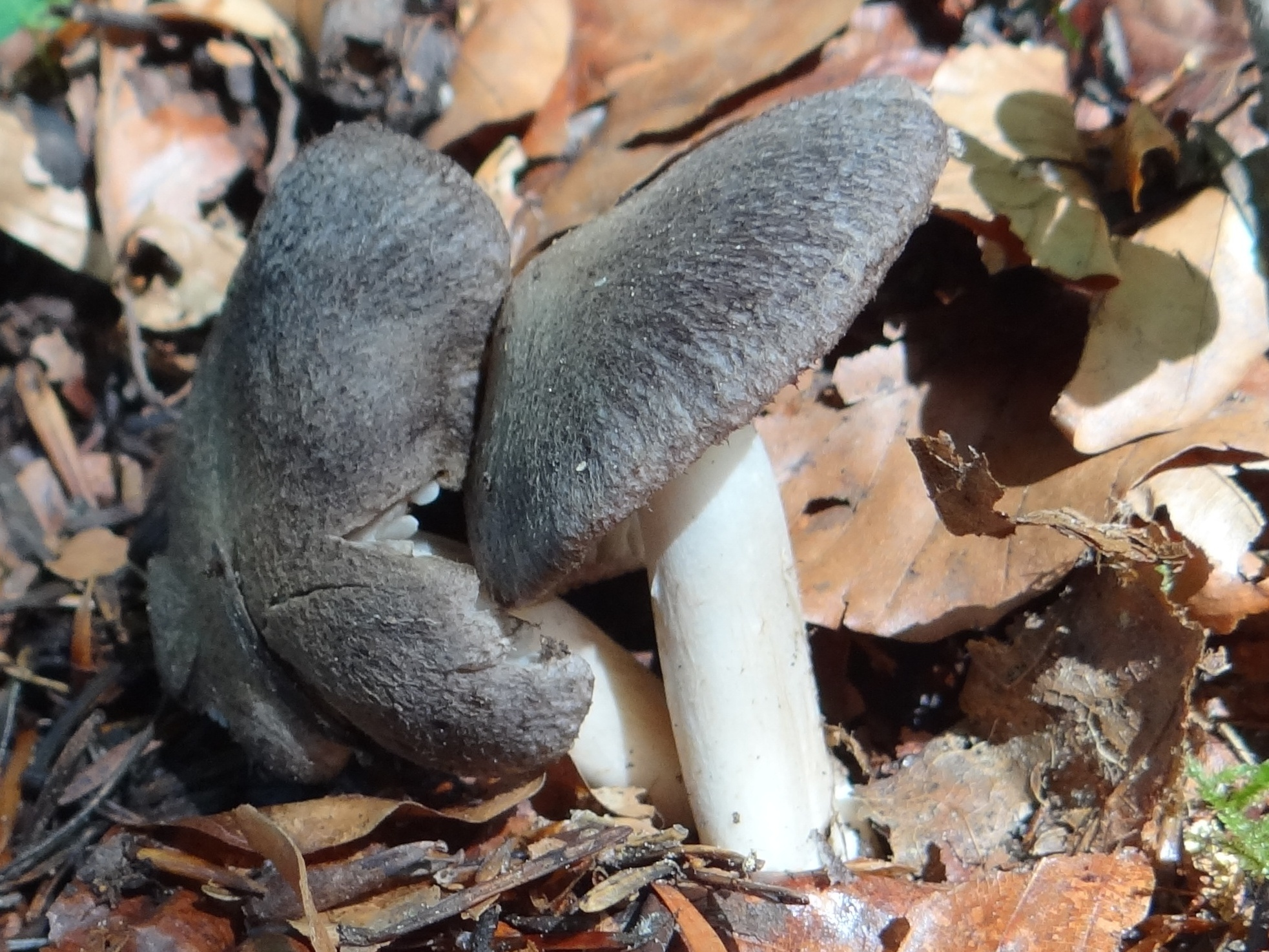
Tricholoma atrosquamosum
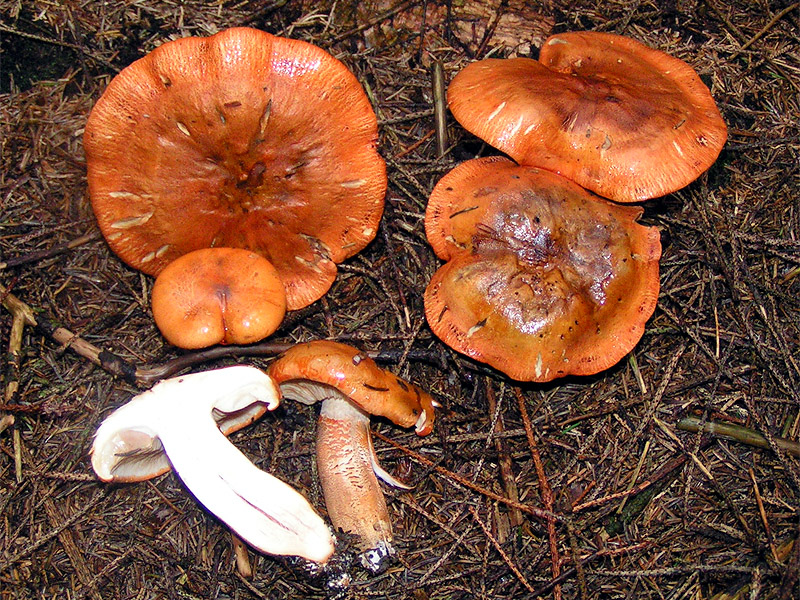
!Tricholoma aurantium!

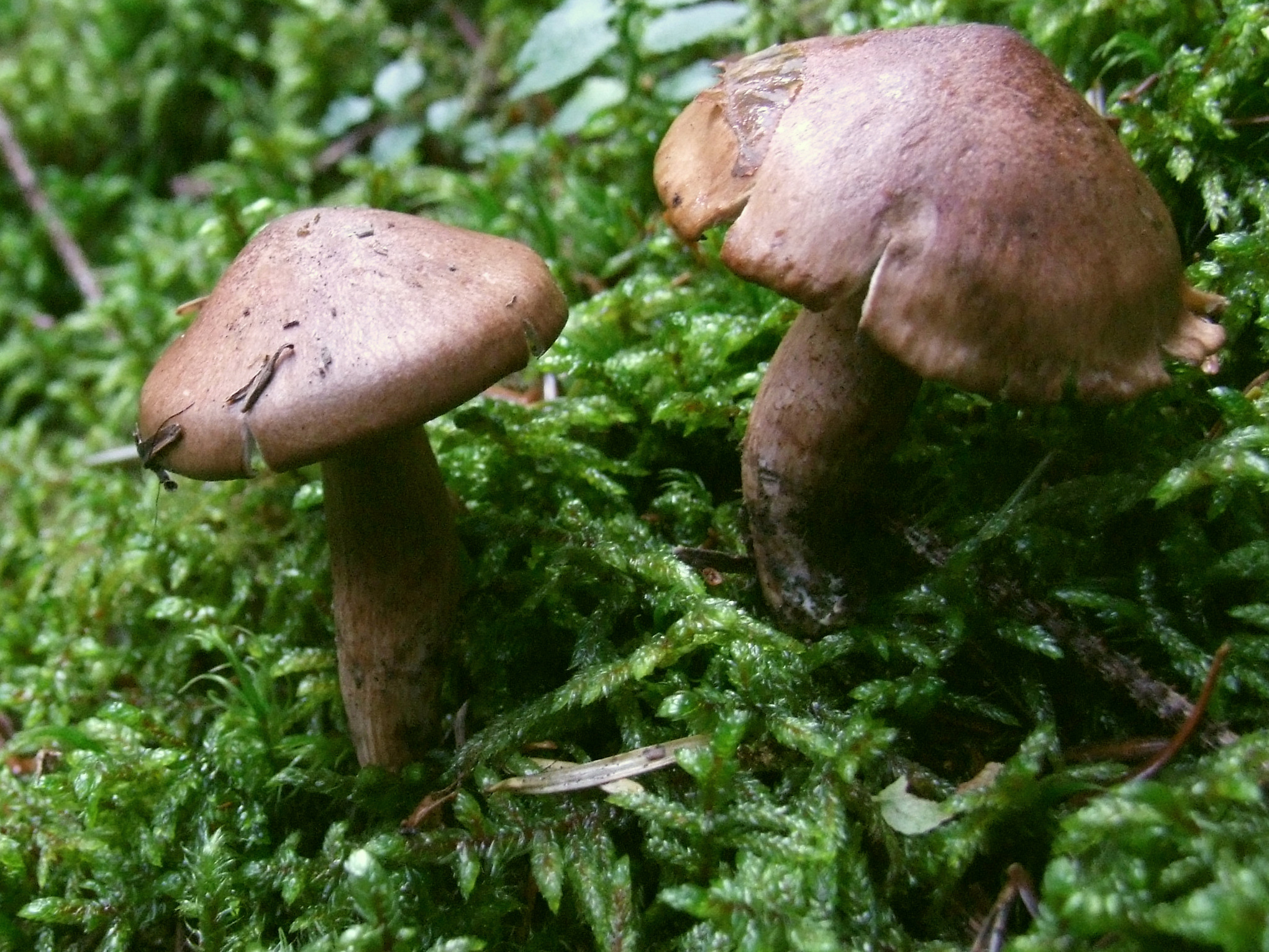
!!Tricholoma batschii!!
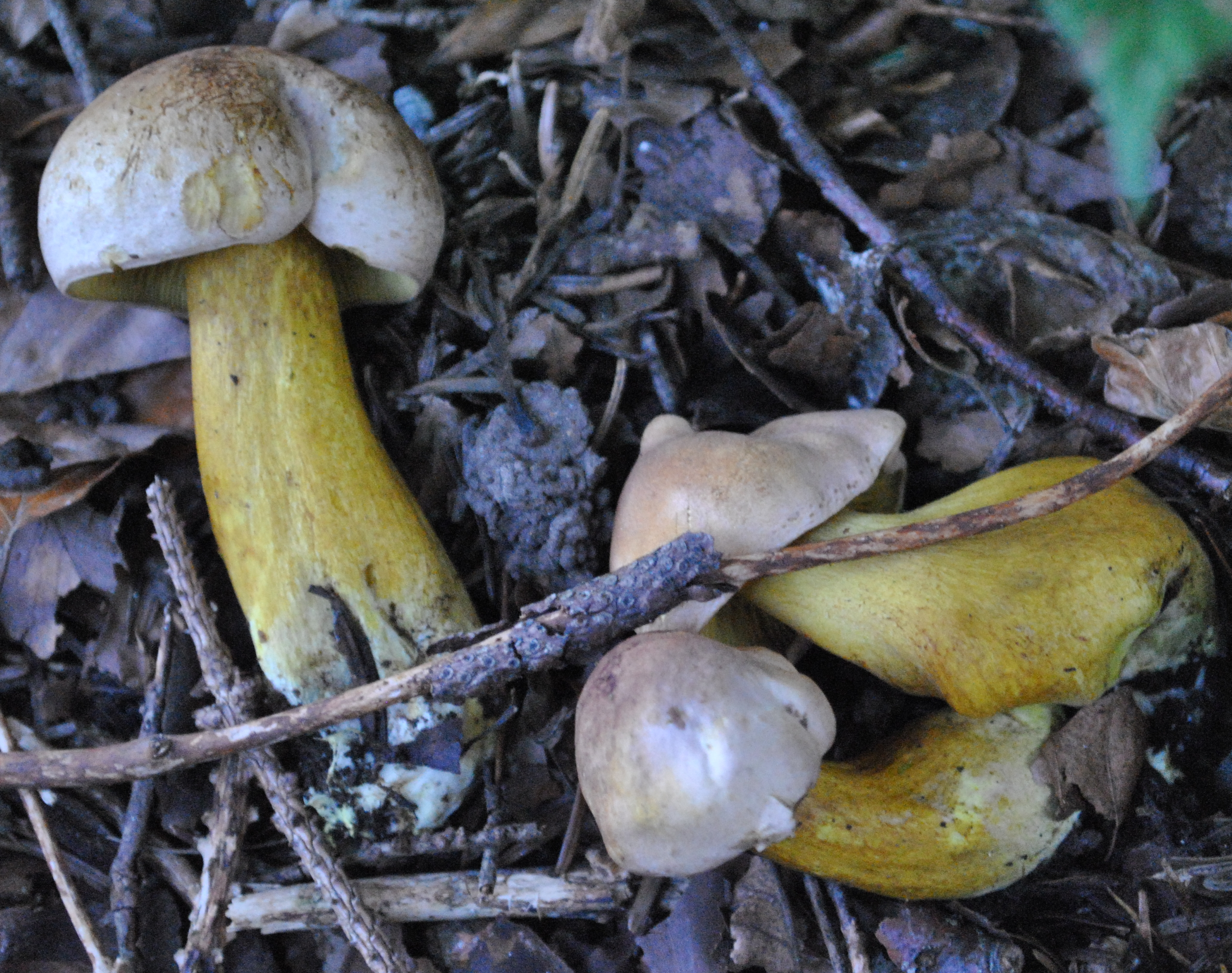
!!Tricholoma bufonium!!
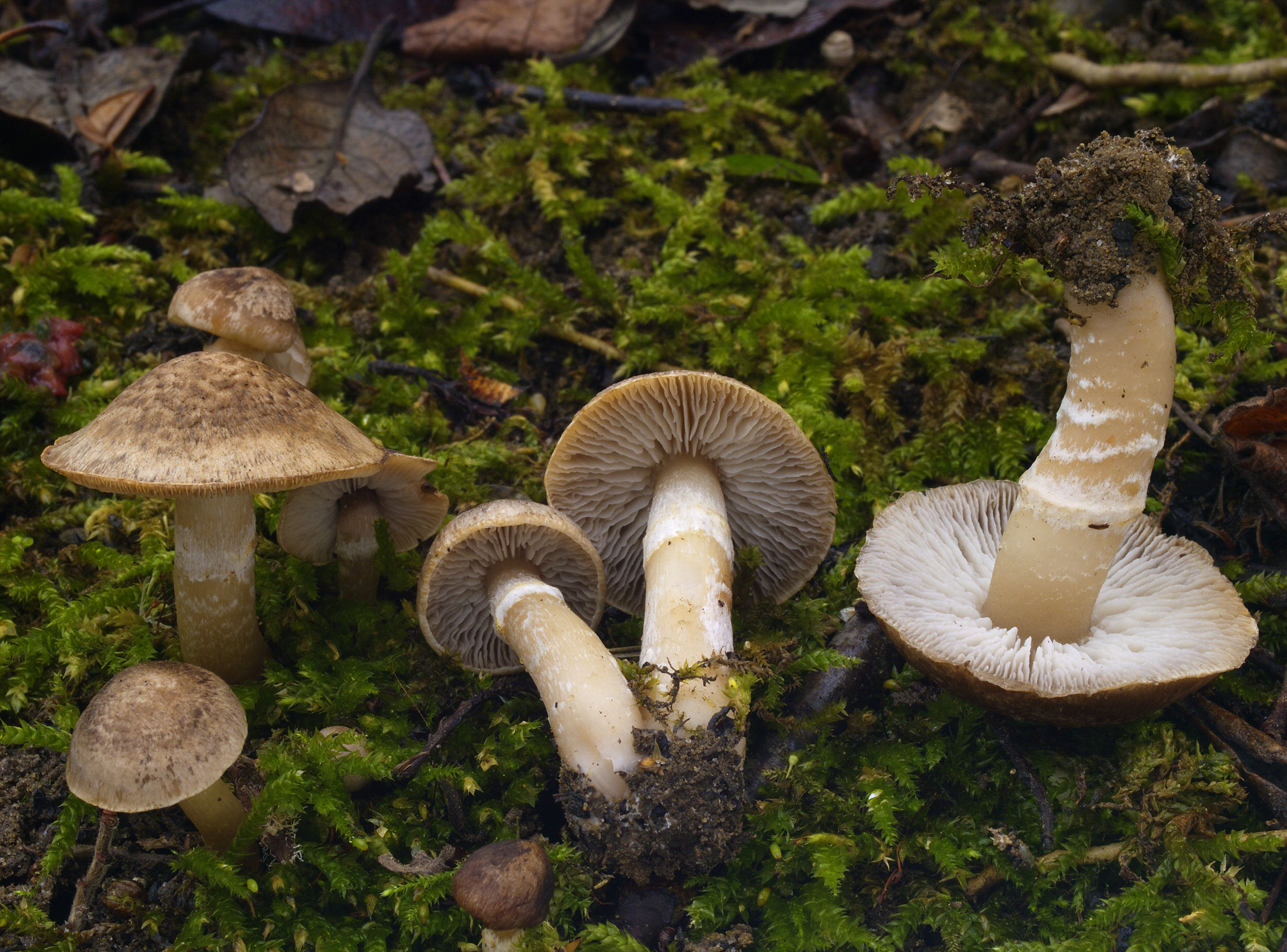
Tricholoma cingulatum
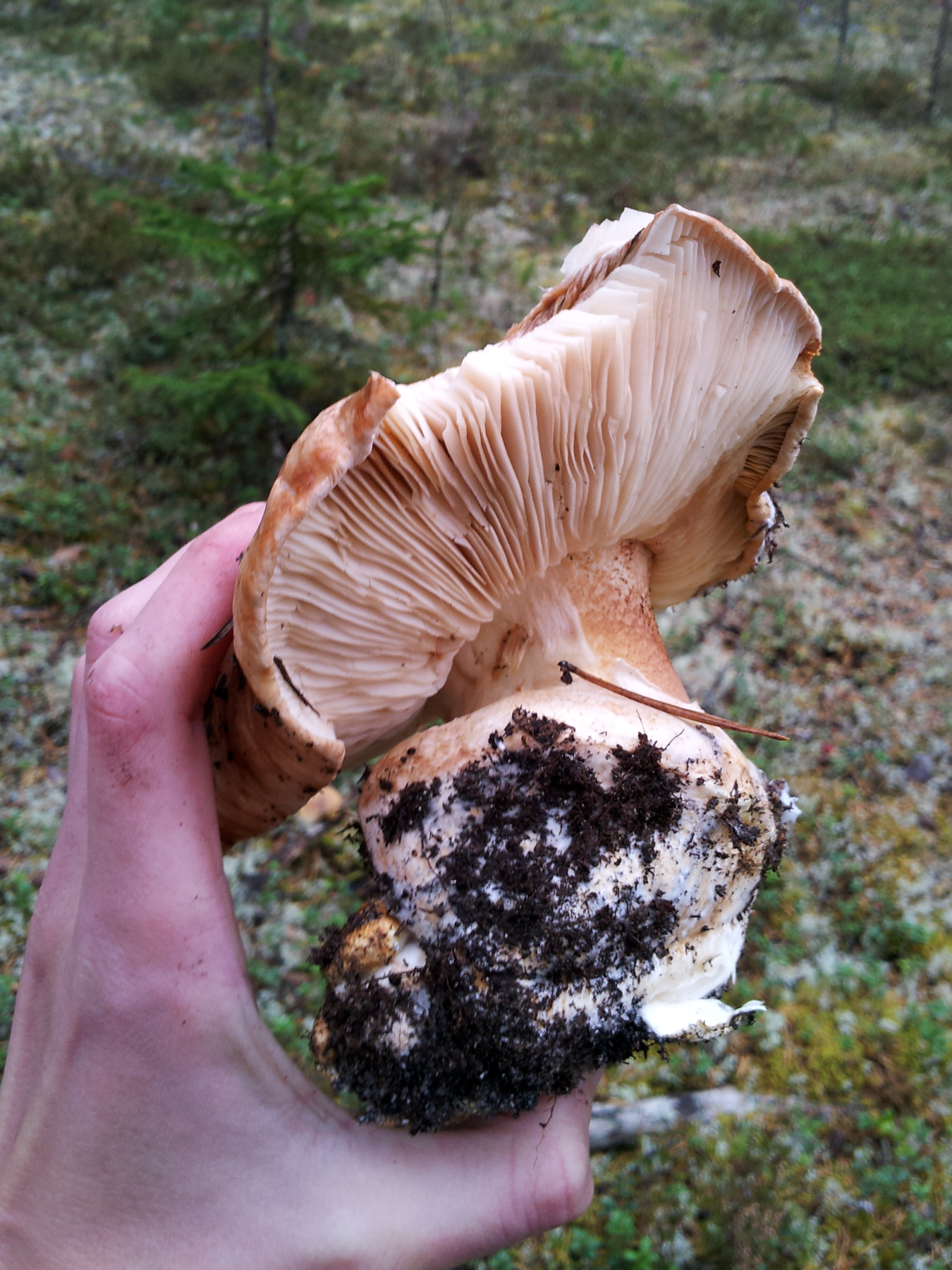
Tricholoma colossus
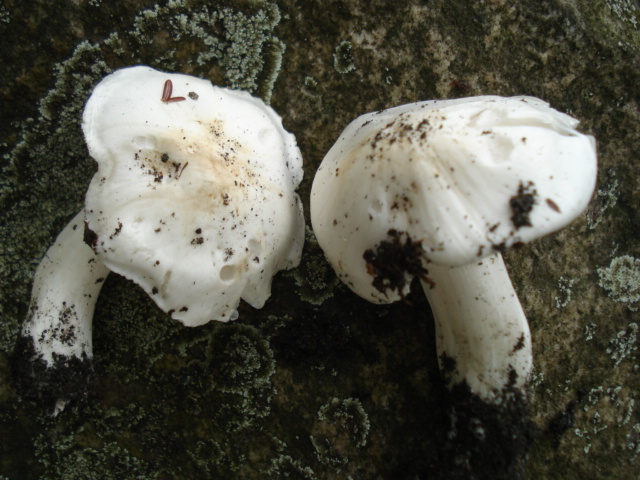
Tricholoma columbetta

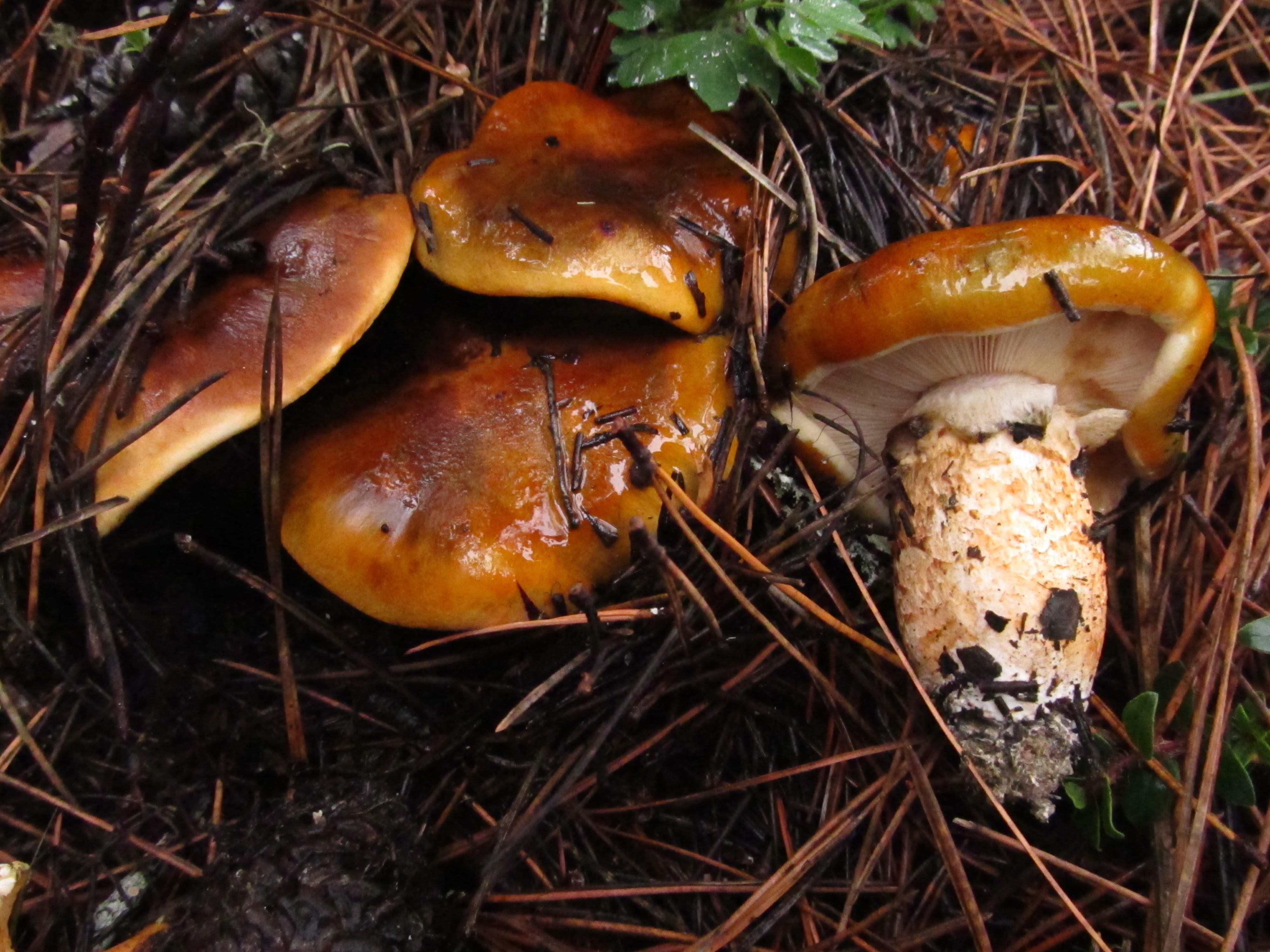
!!Tricholoma focale!!
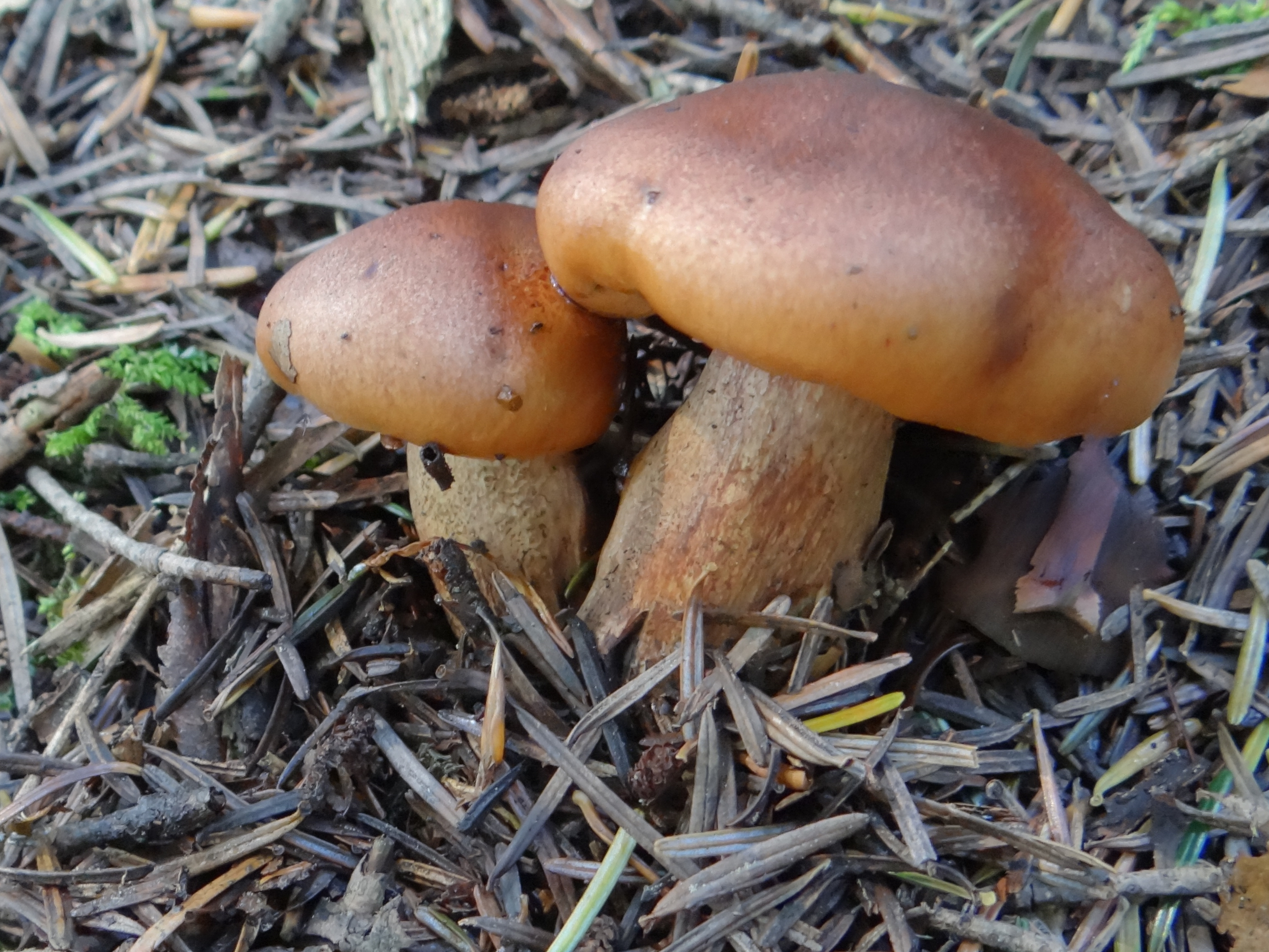
!Tricholoma fulvum!
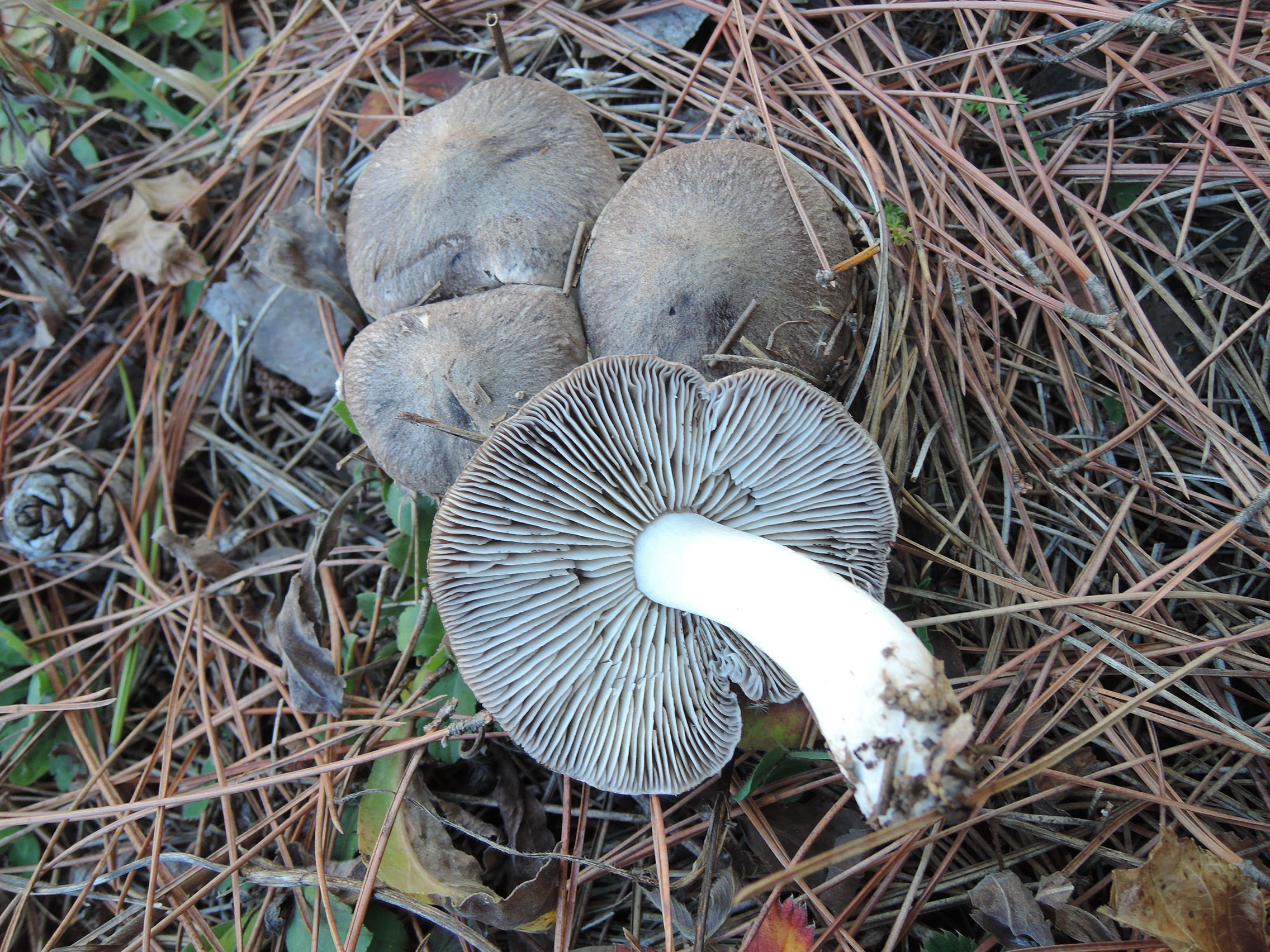
Tricholoma gausapatum
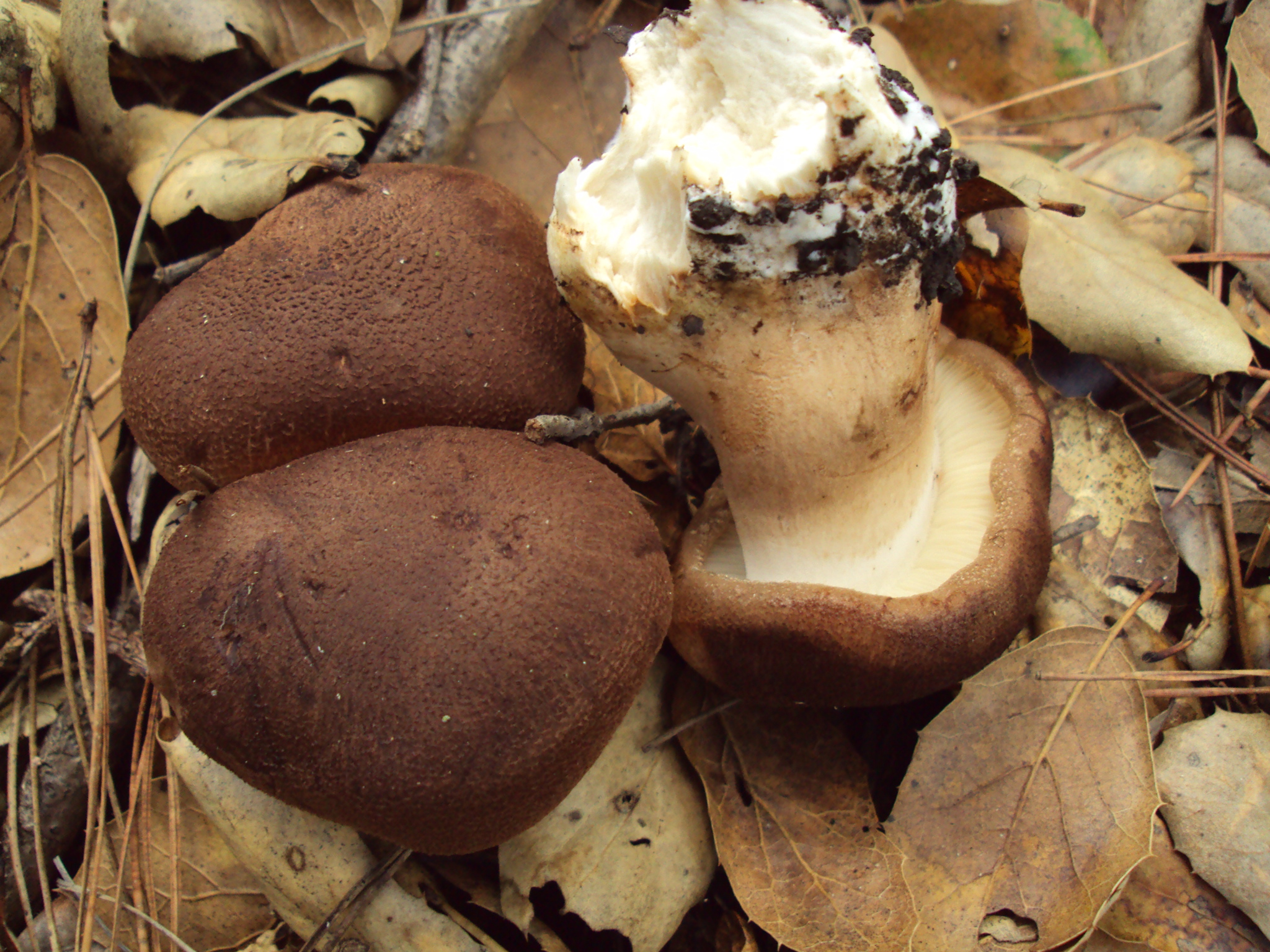
!Tricholoma imbricatum!
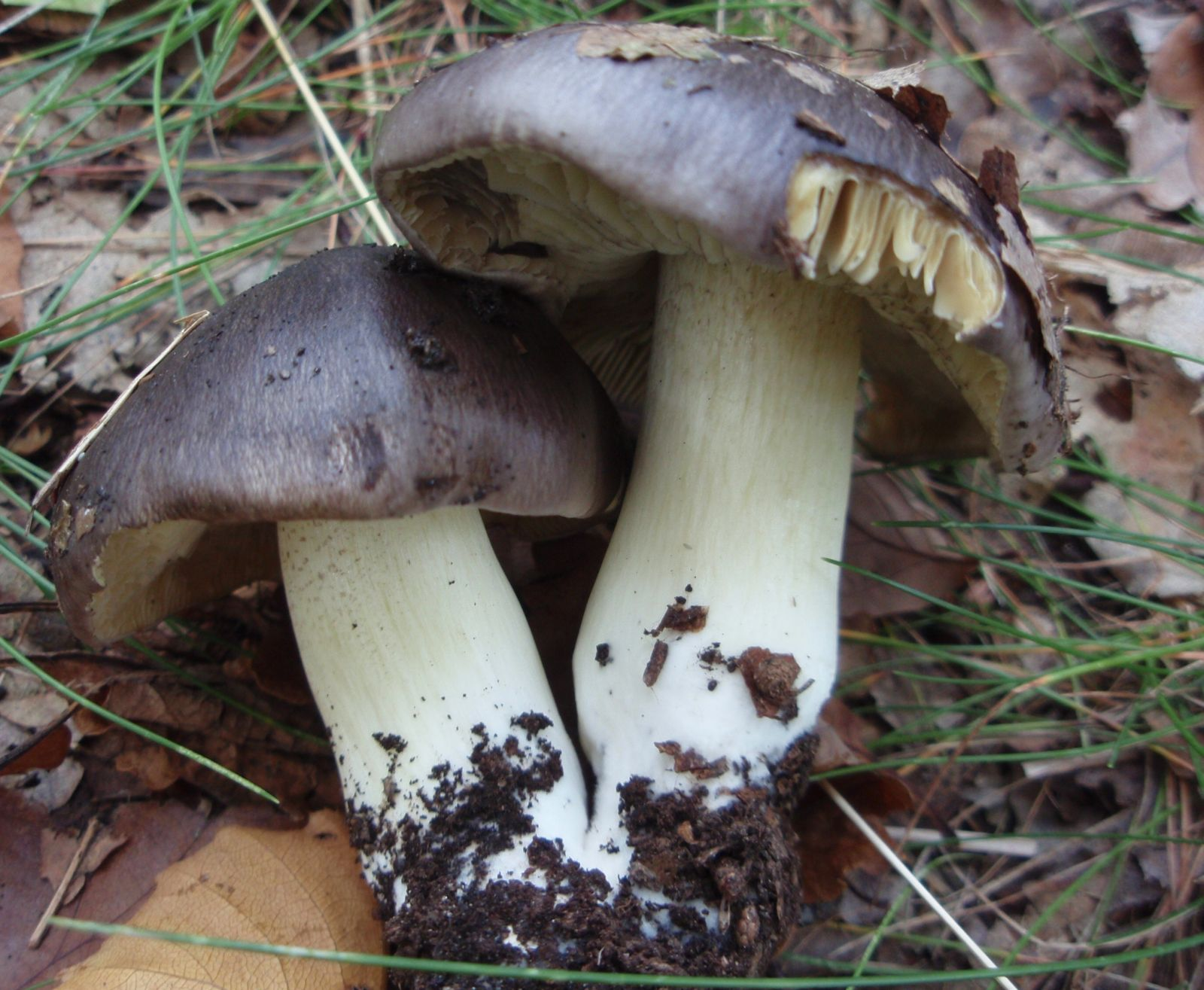
Tricholoma portentosum

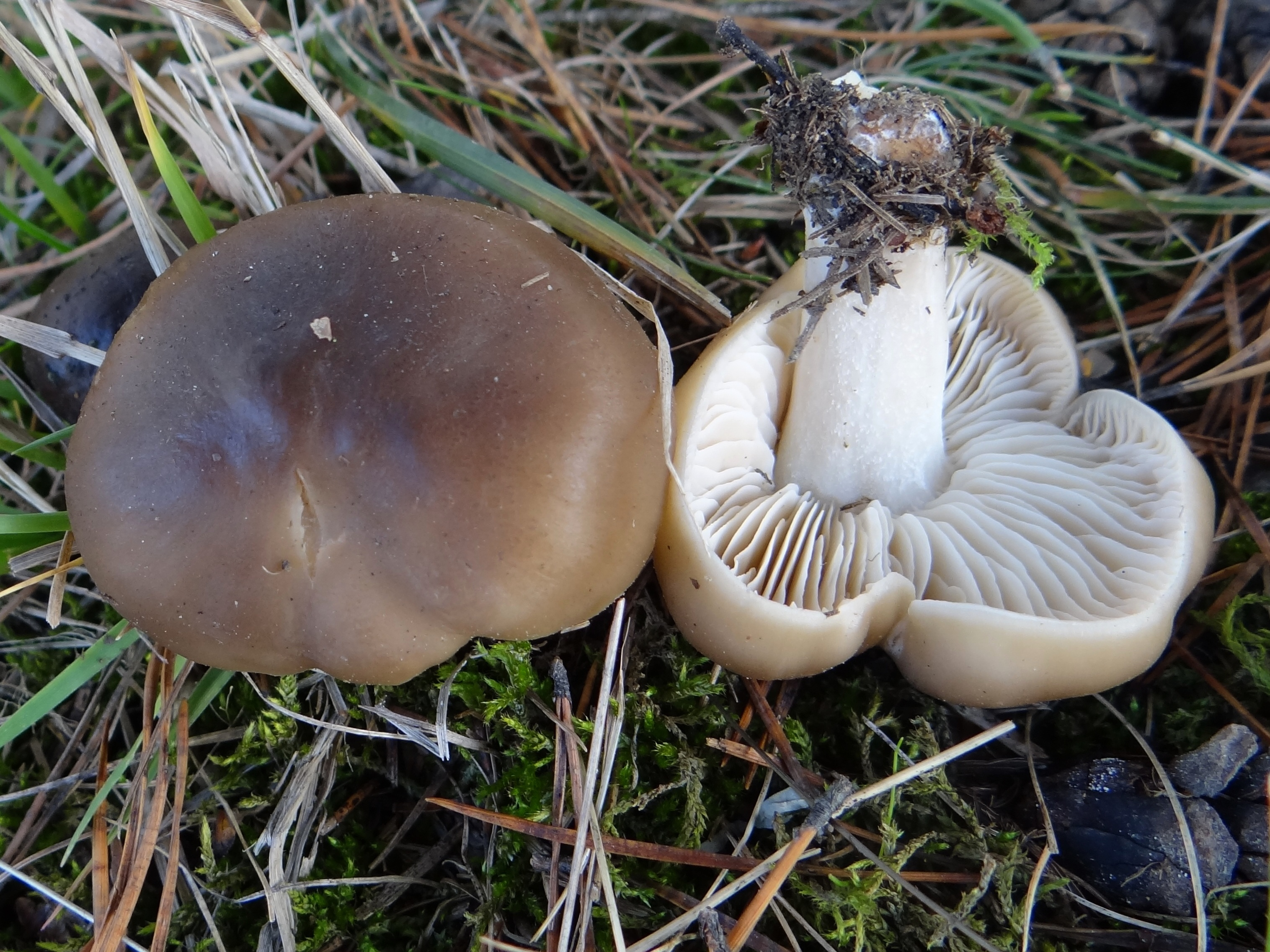
!Tricholoma saponaceum!
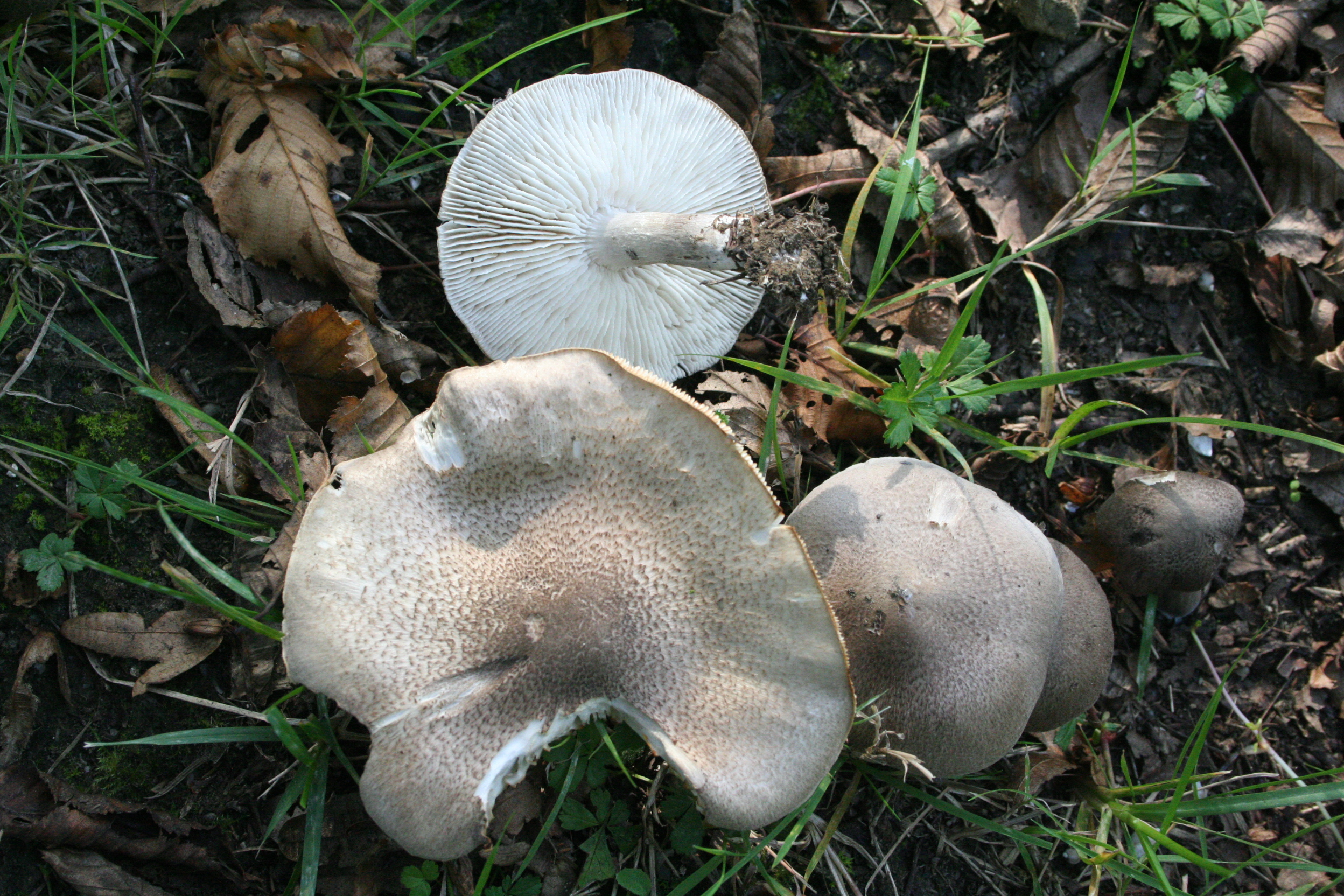
Tricholoma scalpuratum
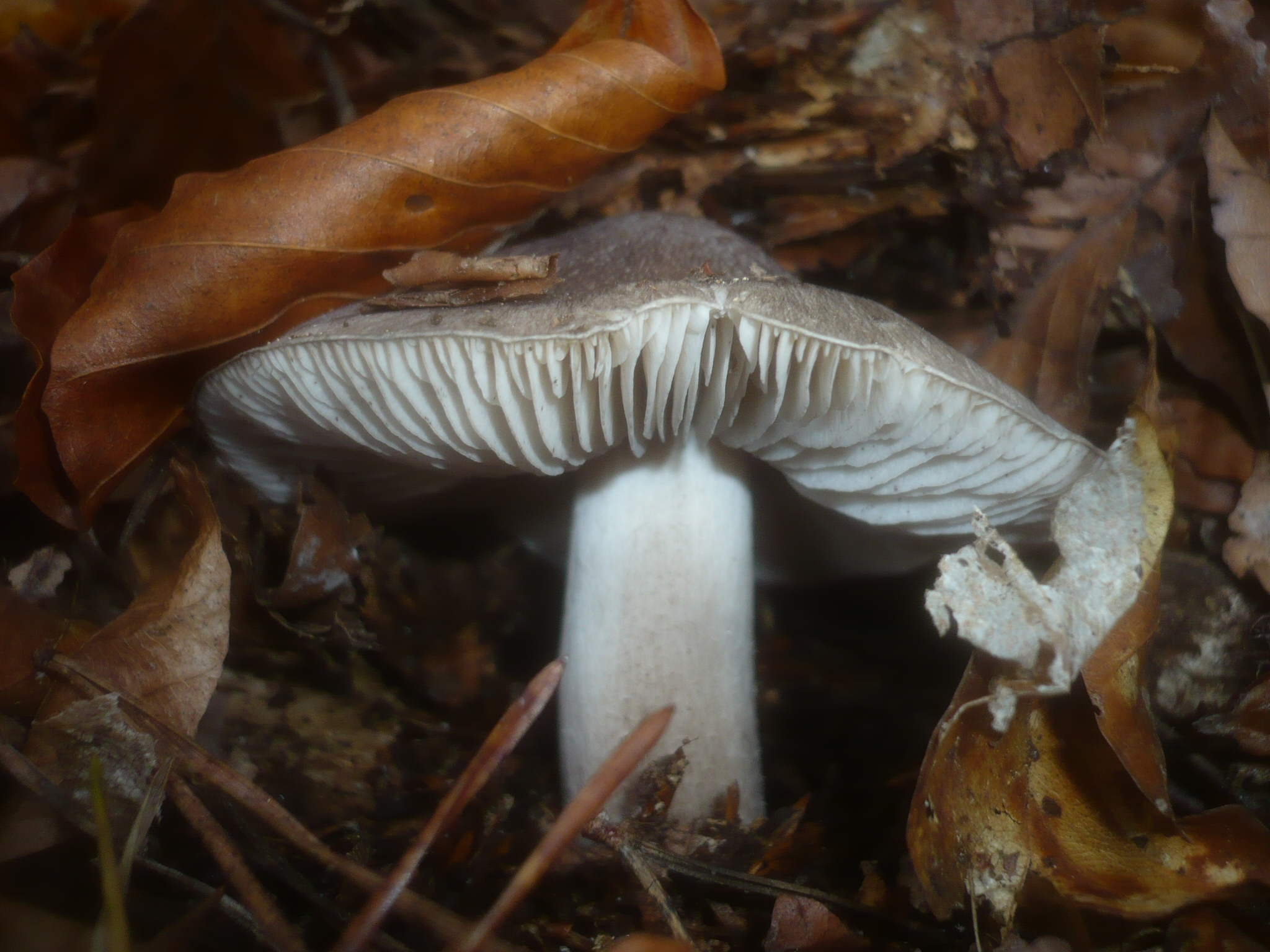
!!Tricholoma sciodes!!
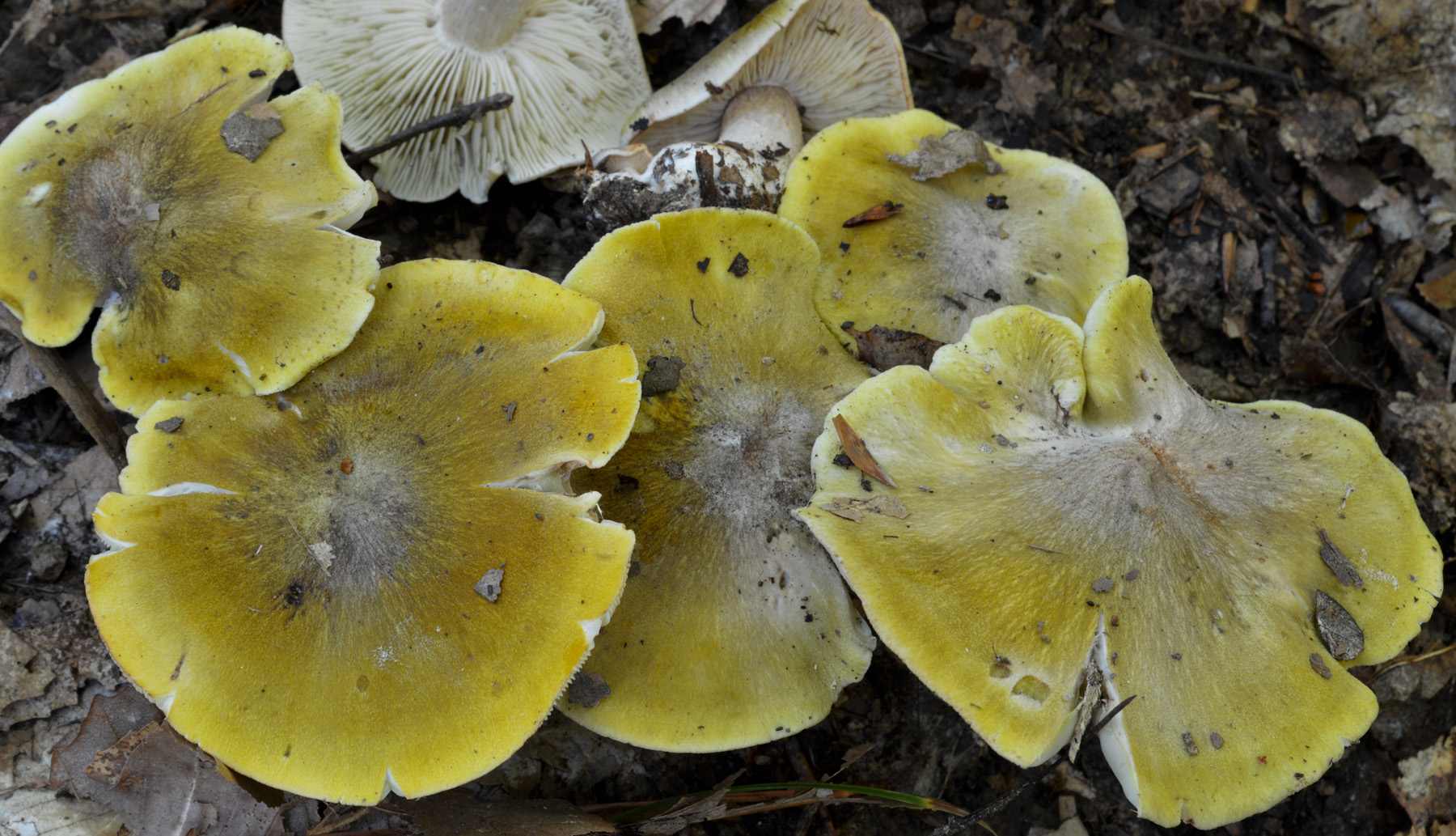
!Tricholoma sejunctum!
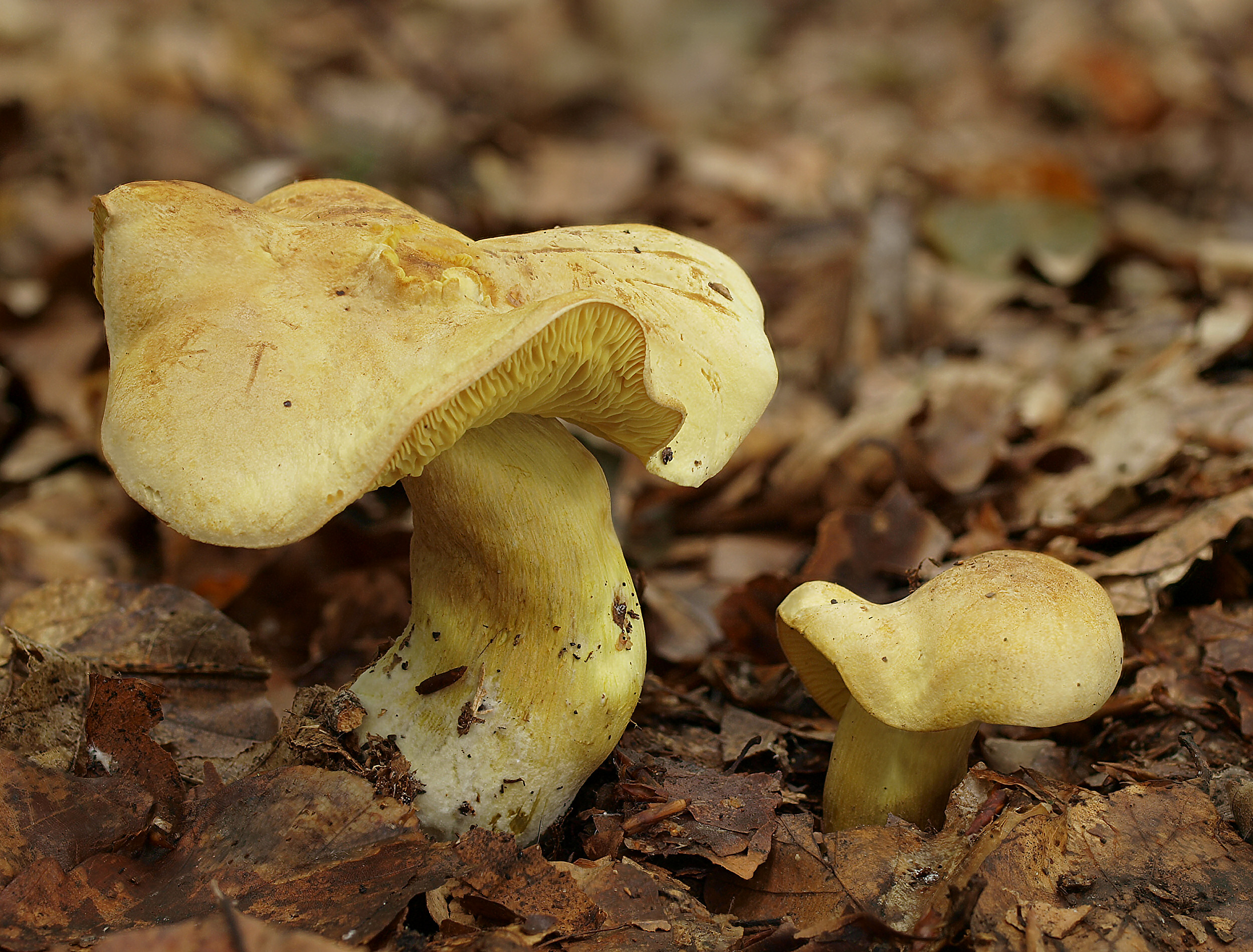
!Tricholoma sulphureum!

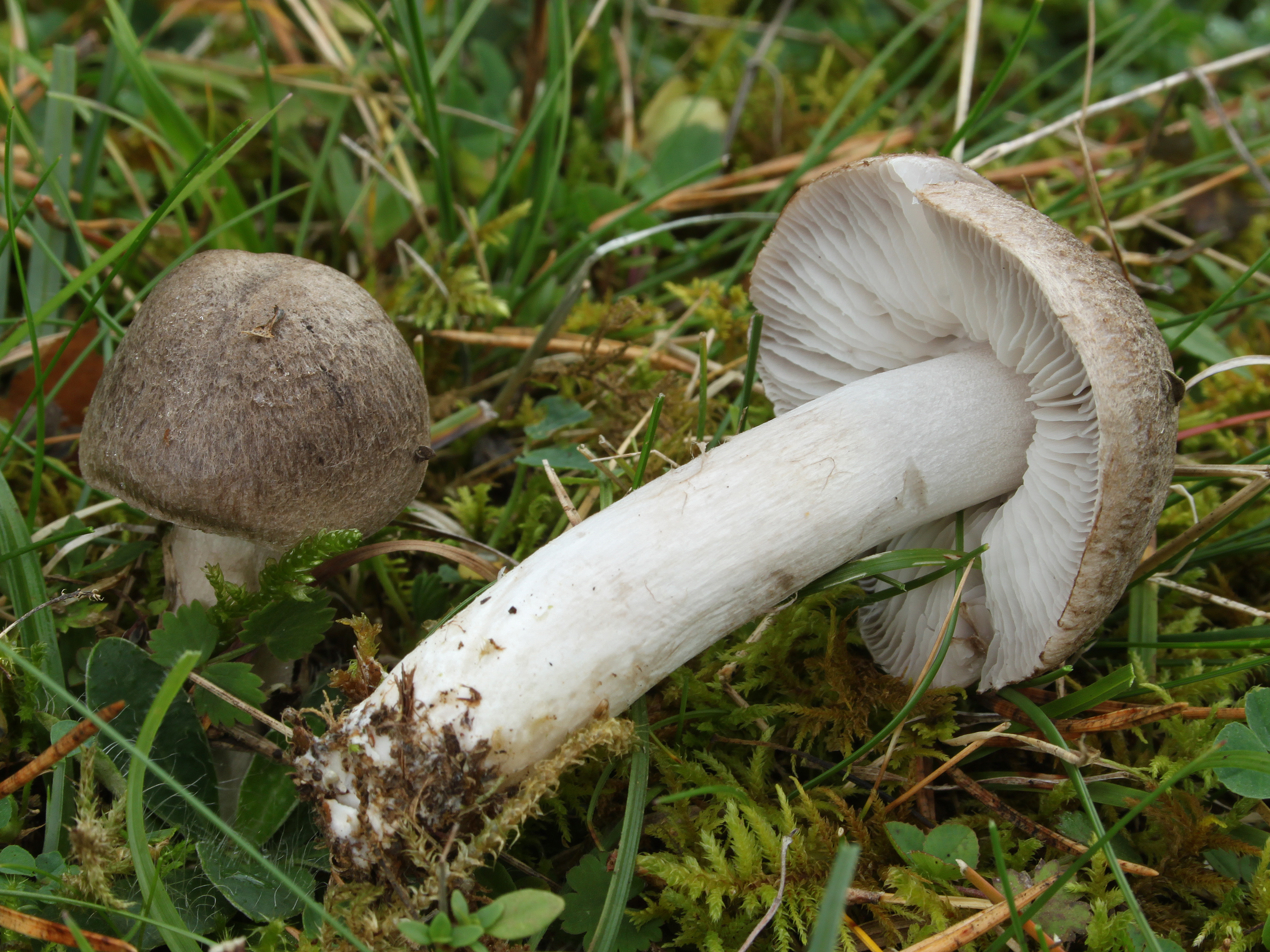
Tricholoma terreum
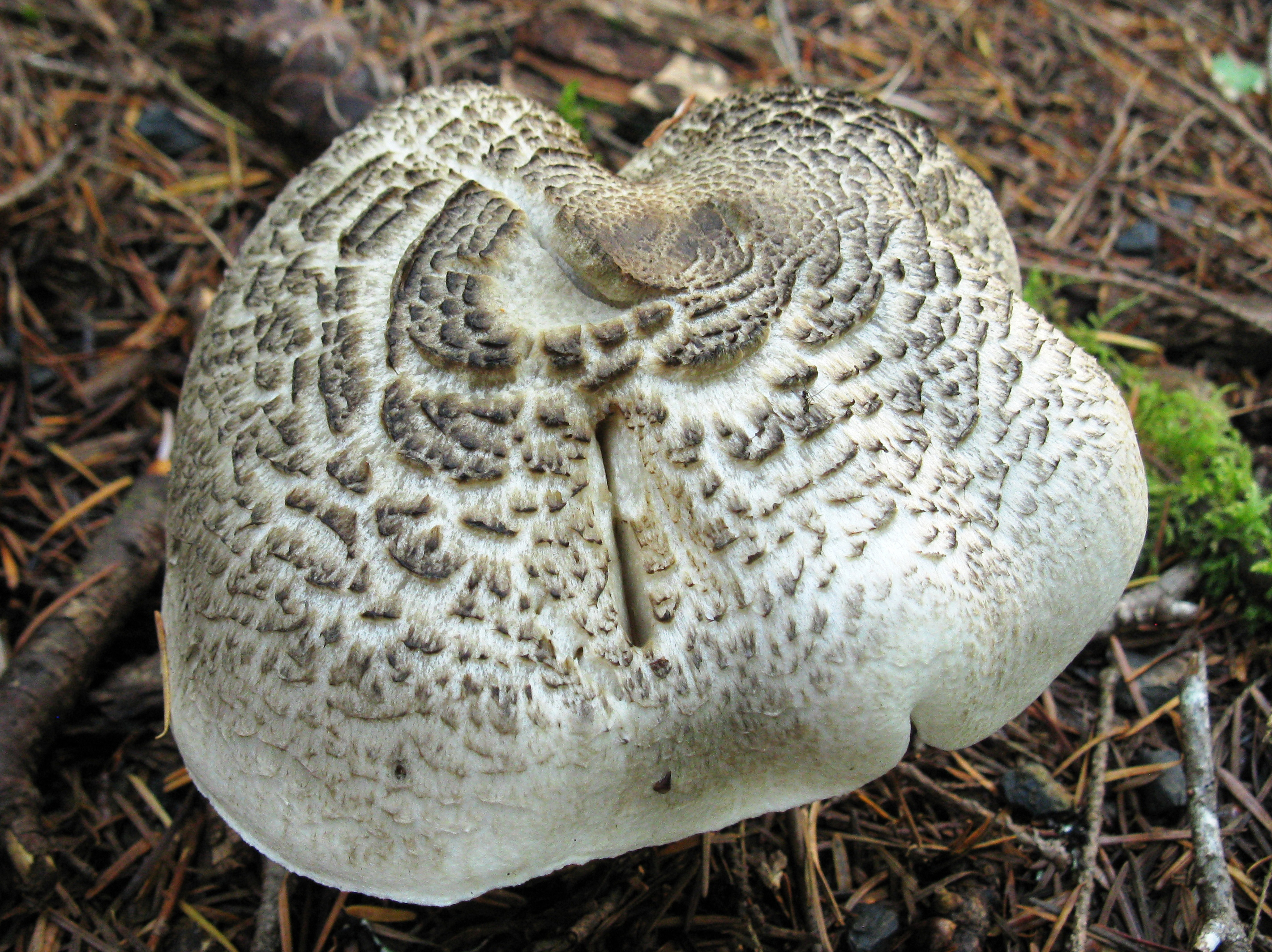
!!Tricholoma tigrinum!!
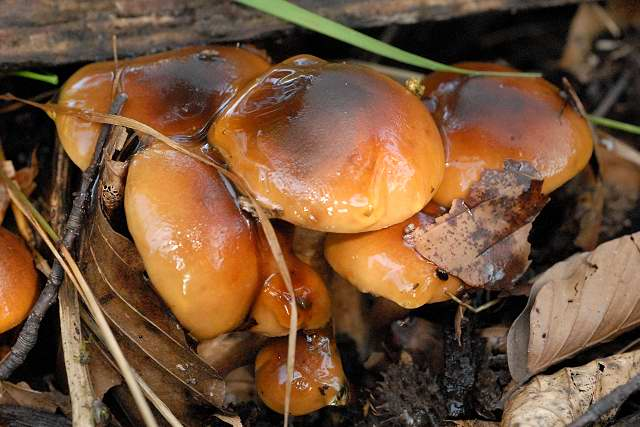
!Tricholoma ustale!
!Tricholoma vaccinum!
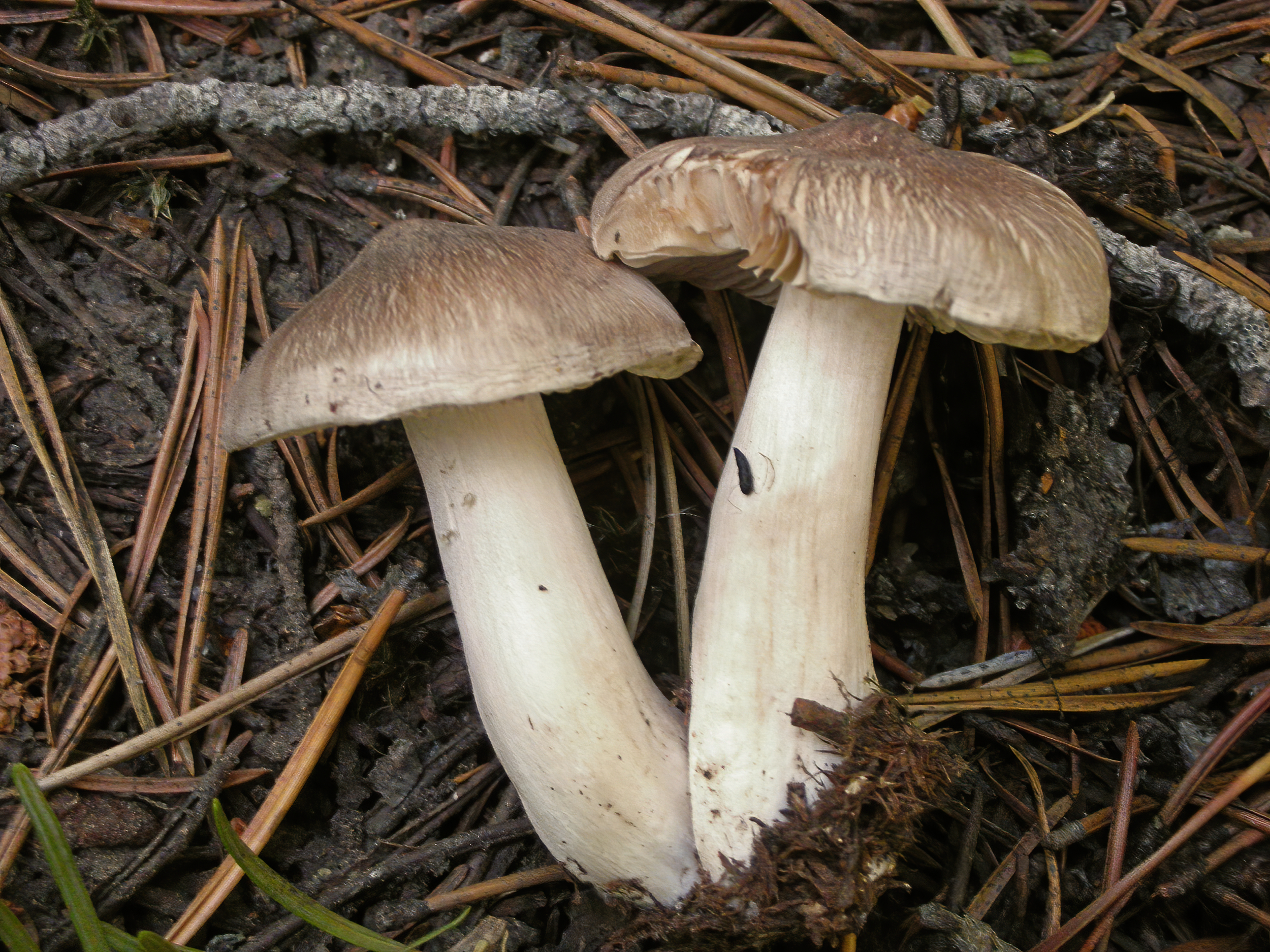
!!Tricholoma virgatum!!

## Valorificare
Multe specii ale acestui gen sunt necomestibile din cauza gustului sau mirosului, numai puține fiind comestibile (de exemplu Tricholoma terreum sau, Tricholoma portentosum), dar există un mare risc de confuzie cu soiuri periculoase. Cea mai otrăvitoare Tricholoma este Tricholoma tigrinum. Tricholoma equestre (burete crăiesc) a fost mult timp considerat ciupercă foarte savuroasă, dar după ce s-au întâmplat o serie de decese din cauza lui în Franța, trebuie să fie avertizat de ingerarea lui. Între timp se știe, că în astfel de cazuri de intoxicații există o predispoziție genetică nu foarte frecventă la om. Fapt este, că buretele este mâncat și in zilele de azi în mod moderat de mulți amanți ai lui - fără efecte negative.